# Théodore-Casimir Delamarre
Achille-Théodore-Casimir Delamarre de Monchaux (né le 16 janvier 1797 à Dancourt et mort le 18 février 1870 à Boulogne-sur-Seine) est un banquier, patron de presse et homme politique français.

## Biographie
Fils de Théodore Delamarre, magistrat, et de Marie-Anne Bachelier de Monchaux, Théodore-Casimir Delamarre de Monchaux commence sa carrière comme garde du corps du roi de France Louis XVIII, de 1818 à 1822.
Devenu l'associé d'une importante maison de banque à Paris, il dirige la Banque Delamarre, Martin-Didier et Cie, qui fonde un journal de cotations boursières gratuites. Membre du Conseil d’escompte de la Banque de France, du 4 février 1830 au 20 février 1834, il devient régent de la Banque de France du 30 janvier 1834 au 2 janvier 1846.
Il contribue à la concentration, à partir de 1835, de différentes entreprises de transport parisien :  il a des intérêts dans certaines d'entre elles (Lutéciennes, Atalantes, Zéphirines, Eoliennes, Française et Vigilantes qui étaient les plus importantes), qui forment, en 1838, la Société des voitures de place de Paris.
Élu, le 29 février 1852, député de la 4e circonscription de la Somme au Corps législatif, Delamarre s'associe au rétablissement de l'Empire et vote le plus souvent avec la majorité dynastique.
Il est fait comte romain, préside le cercle du Jockey Club et devient propriétaire du parc des Princes (qui n'est pas encore un stade de football), à Boulogne-Billancourt (Hauts-de-Seine), et où il meurt en 1870.
Théodore-Casimir Delamarre a été propriétaire de divers journaux : La Patrie fondée en 1844, La Commune et l’Esprit Public. Dans La Patrie, il publie sous le pseudonyme de Victor Noir les correspondances du journaliste Yvan Salmon, ex-zouave et rédacteur en chef du Peuple, fondé par Henri Duvernois, dont il favorise le retour à Paris, mais qui est assassiné à l'âge de 22 ans.
Il est inhumé au cimetière du Père-Lachaise (60e division).
Il a épousé sa cousine Madeleine-Héloïse Martin (1805-1886), fille du banquier Didier Martin.
Ils eurent :
- Théodore Didier Delamarre de Monchaux (1824-1889), artiste-peintre, marié à Mathilde Lyautey, fille du général Hubert Joseph Lyautey
  - Henriette Delamarre de Monchaux (1854-1911), naturaliste, géologue et paléontologue
- Casimir Delamarre (d) de Monchaux (1834-1915), président de la Compagnie des chemins de fer régionaux des Bouches-du-Rhône
  - Maurice Delamarre (d) (1864-1952), avocat, militant démocrate chrétien, ornithologue et aviculteur
  - Marcel Delamarre de Monchaux (1876-1953), peintre spécialiste des paysages.

## Sources
- « Théodore-Casimir Delamarre », dans Adolphe Robert et Gaston Cougny, Dictionnaire des parlementaires français, Edgar Bourloton, 1889-1891 [détail de l’édition]